# Popillia cribricollis
Popillia cribricollis är en skalbaggsart som beskrevs av Ohaus 1938. Popillia cribricollis ingår i släktet Popillia och familjen Rutelidae. Inga underarter finns listade i Catalogue of Life.